# Giles, Giles & Fripp
Giles, Giles and Fripp est un groupe britannique fondé en 1967 par les frères Michael (batterie, chant) et Peter Giles (basse, chant), rejoints par le guitariste Robert Fripp (guitare). Après la sortie de leur premier album, The Cheerful Insanity of Giles, Giles and Fripp, ils sont rejoints par la chanteuse Judy Dyble, ex-Fairport Convention, et le multi-instrumentiste Ian McDonald. Ils enregistrent divers titres dans leur maison londonienne de Brondesbury Road, qui seront édités en 2001 dans l'album The Brondesbury Tapes ainsi que sur l'album Metamorphosis sorti aussi en 2001 mais disponible uniquement en vinyle.
Fin 1968, Peter Giles et Judy Dyble quittent le groupe. Fripp, Michael Giles et McDonald fondent alors une nouvelle formation, King Crimson, avec le bassiste chanteur Greg Lake ex-Gods et le parolier Peter Sinfield.

## Discographie
- 1968 : The Cheerful Insanity of Giles, Giles and Fripp
- 2001 : The Brondesbury Tapes
- 2001 : Metamorphosis - Disponible uniquement en vinyle.